# Before Midnight
Before Midnight (Antes de la medianoche en Hispanoamérica y Antes del anochecer en España) es una película estadounidense de 2013 dirigida por Richard Linklater. Protagonizada por Ethan Hawke y Julie Delpy, es la tercera parte de la trilogía formada junto a Antes del amanecer (1995) y Antes del atardecer (2004). El guion fue escrito por Linklater, Hawke y Delpy, y está ambientado nueve años después de la segunda película.
La cinta fue nominada a diversos premios, incluyendo los Globo de Oro, Independent Spirit, Satellite, WGA y Critics Choice. Fue nominada además a un premio Óscar en la categoría de mejor guion adaptado.

## Trama
Tras reunirse con Céline (Julie Delpy) en París, Jesse (Ethan Hawke) se separó de su esposa para iniciar una vida junto a ella. Nueve años después de ese reencuentro, los personajes viven juntos y son padres de dos hijas, Ella y Nina. Jesse ha continuado con su carrera de escritor, mientras que Céline está pensando en trabajar para el gobierno. Hank, el hijo de Jesse con su anterior esposa, vive en Chicago junto a su madre, y ve de forma esporádica a su padre, quien vive en Francia junto a su nueva familia. Tras pasar el verano junto a Jesse y Céline en la península del Peloponeso, Hank debe volver a Estados Unidos junto a su madre.
Después  de dejar a su hijo en el aeropuerto, Jesse, Céline y sus hijas van a la casa de unos amigos cerca de la playa. En el camino, la pareja conversa acerca de lo que es mejor para Hank, ya sea vivir junto a su madre en Chicago o estar junto a su padre en Europa, así como el futuro laboral que le espera a Céline. Al llegar a la casa de su amigo Patrick, los personajes se reúnen para comer y aprovechan de conversar acerca del amor, las relaciones de pareja y la vida. Los amigos de Jesse y Céline los convencen de ir al pueblo para pasar la noche en un hotel, mientras ellos cuidan a sus hijas. Mientras caminan hacia el pueblo, la pareja recuerda la forma en que se conocieron y cómo han cambiado sus vidas desde aquel entonces.
Cuando llegan al hotel, la velada es interrumpida por una fuerte discusión entre ambos. Durante la pelea, Céline señala que se ha postergado laboralmente para cuidar a la familia, mientras Jesse ha estado viajando para promocionar sus libros. Él, por su parte, le reprocha que no lo ha ayudado lo suficiente con la situación de su exmujer y su hijo. 
Posteriormente, Céline se va de la habitación y le dice a Jesse que no está segura de que lo siga amando. Jesse la sigue y la encuentra sentada sola junto a la playa. Él intenta reconciliarse con su esposa, pero Céline le dice que sus intentos son infantiles, y que sus fantasías no pueden cambiar la realidad. Jesse le responde que la ama, y que ese cariño incondicional es lo suficiente para llevar adelante una relación. En aquel momento, Céline deja de estar enojada y le sigue el juego a su pareja reconciliándose.

## Reparto
- Ethan Hawke como Jesse.
- Julie Delpy como Céline.
- Seamus Davey-Fitzpatrick como Hank.
- Jennifer Prior como Ella.
- Charlotte Prior como Nina.
- Xenia Kalogeropoulou como Natalia.
- Walter Lassally como Patrick.
- Ariane Labed como Anna.
- Yiannis Papadopoulos como Achilleas.
- Athina Rachel Tsangari como Ariadni.
- Panos Koronis como Stefanos.

## Recepción
Before Midnight, al igual que el resto de las películas de la trilogía, recibió la aclamación universal de la crítica cinematográfica. La película posee un 98% de revisiones favorables en el sitio web Rotten Tomatoes, basado en un total de 172 reseñas, y una puntuación de 94/100 en Metacritic.